# Fidelio
Fidelio o el amor conyugal (título original en alemán, Fidelio oder die eheliche Liebe, Op. 72) es una ópera en dos actos con música de Ludwig van Beethoven. El libreto en alemán es obra de Joseph F. Sonnleithner, a partir del texto original en francés de Jean-Nicolas Bouilly que se había usado para la ópera de 1798 Léonore, ou l’amour conjugal de Pierre Gaveaux, y para la ópera de 1804 Leonora de Ferdinando Paer (Beethoven tenía una partitura de esta). Es la única ópera que compuso Beethoven. La ópera cuenta cómo Leonora, disfrazada como un guardia de la prisión llamado Fidelio, rescata a su marido Florestán de la condena de muerte por razones políticas.

## Historia de las representaciones
Como en otras muchas obras de la carrera de Beethoven, Fidelio pasó por varias versiones antes de lograr un éxito pleno. La ópera se representó por vez primera en una versión en tres actos en el Theater an der Wien de Viena el 20 de noviembre de 1805, con interpretaciones adicionales las siguientes dos noches. Mientras que esta primera versión a veces es llamada Leonore para diferenciarla de la versión final en dos actos, esto es incorrecto porque se estrenó como Fidelio.
El éxito de estas representaciones se vio muy dificultado por el hecho de que Viena estaba bajo ocupación militar francesa, y la mayor parte de la audiencia eran oficiales militares franceses. Después de este estreno, Beethoven se vio presionado por amigos para revisar y acortar la ópera para dos actos, y lo hizo con la ayuda de Stephan von Breuning. El compositor también escribió una nueva obertura (ahora conocida como "Leonore n.º 3"; véase más abajo). En esta forma la ópera fue representada por vez primera el 29 de marzo y el 10 de abril de 1806, con gran éxito. Ulteriores representaciones se vieron impedidas por una disputa entre Beethoven y la gerencia del teatro.
En 1814 Beethoven revisó la ópera otra vez más, con trabajo adicional en el libreto por Georg Friedrich Treitschke. Esta versión fue representada por vez primera en el Kärntnertortheater el 23 de mayo de 1814, con el título de Fidelio. Franz Schubert, con 17 años, se encontraba entre el público, pues había vendido sus libros escolares para obtener una entrada. Beethoven, que se estaba quedando sordo, dirigió a la orquesta, «ayudado» por Michael Umlauf, quien más tarde desempeñó la misma tarea para Beethoven en el estreno de la Novena Sinfonía. El papel de Pizarro fue asumido por Johann Michael Vogl, quien más tarde pasó a ser conocido por sus colaboraciones con Schubert. Esta versión de la ópera fue, finalmente, un gran éxito para Beethoven, y Fidelio ha tenido un papel importante en el repertorio operístico desde entonces.
No puede decirse que Beethoven disfrutase de las dificultades que supuso escribir y producir una ópera. En una carta a Treitschke dijo: «Te aseguro, querido Treitschke, que esta ópera me conseguirá la corona del martirio. Gracias a tu cooperación he salvado lo mejor de este naufragio. Por todo esto, te estaré eternamente agradecido».
La ópera se publicó en las tres versiones como Opus 72 de Beethoven.

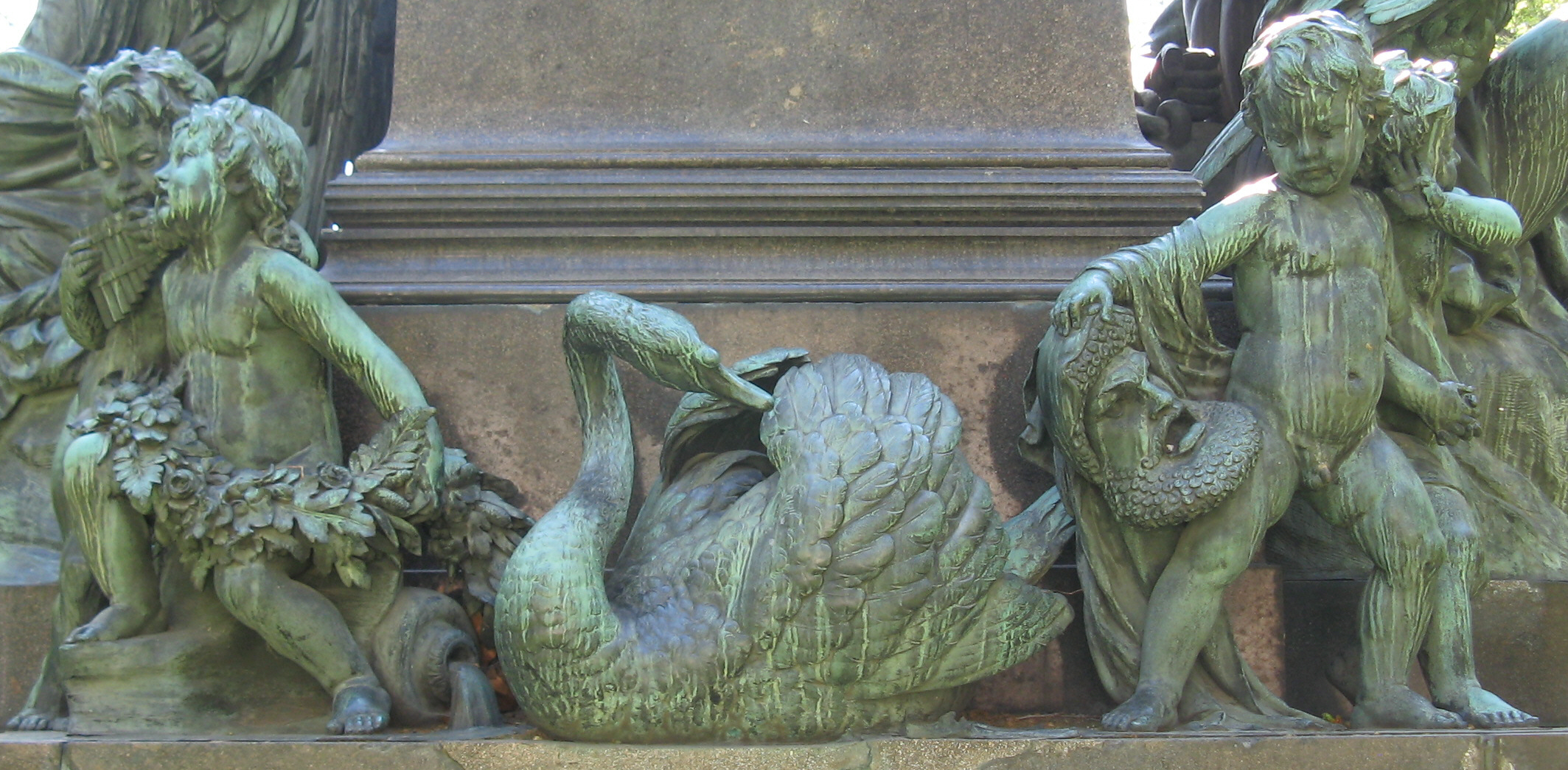
La máscara teatral contemplada por un putto en el monumento a Beethoven de Kaspar von Zumbusch (Viena, 1880) conmemorando la única ópera de Beethoven en la ciudad donde se estrenó.

Fidelio sigue siendo una de las óperas más populares; en las estadísticas de Operabase aparece la n.º 34 de las cien óperas más representadas en el período 2005–2010, siendo la 5.ª en alemán.

## El autor
Con Ludwig van Beethoven comienza la desaparición del clasicismo y el principio del romanticismo. Su obra, en líneas generales, muestra la lucha interior del compositor: la pasión, la dinámica, el contraste... elementos que de por sí no son nuevos, pero que en las manos de Beethoven se convertirán en pautas para el nuevo estilo musical.
Su obra, se divide en tres grandes periodos:
- Por una parte encontramos un estilo clásico llamado de «asimilación» (1795–1801), en el que el artista está influenciado directamente por Mozart y Haydn;
- En segundo lugar (1802–1815) el estilo de «transición», periodo en que se observa un cambio de rumbo al considerar el clasicismo como agotado, tratando, para salir del modelo, de plasmar en la música una serie de emociones del ser humano;
- Finalmente el tercer periodo (1816–1827), en el que el compositor terminará refugiándose en su mundo interior.

Fidelio corresponde a la segunda etapa de su carrera, siendo una de sus obras más representativas. En ella presentó un gran interés en retratar y enfatizar el heroísmo.

## Antecedentes
El escenario de Bouilly encaja con la perspectiva estética y política de Beethoven: una historia de sacrificio personal, heroísmo y, con el tiempo, de triunfo (los tópicos habituales del «período medio» de Beethoven), con su lucha subyacente por la libertad y la justicia como espejo de los movimientos políticos contemporáneos en Europa.
Como en otra música vocal de Beethoven, la música no es especialmente amable con los cantantes. Las partes principales de Leonore y Florestan, en particular, requieren gran capacidad vocal y resistencia para proyectar la necesaria intensidad, e intérpretes de primera fila en estos papeles atraen admiración.
Algunos momentos destacados de la ópera incluyen el «Coro de prisioneros», una oda a la libertad cantada por un coro de prisioneros políticos, la visión de Florestan de Leonore que aparece como un ángel para rescatarlo y la escena en la que el rescate al final tiene lugar. El final celebra la valentía de Leonore con contribuciones alternándose de solistas y coro.

## Características técnicas
La creación de la obra resultó muy trabajosa para el autor, y debió realizar varias versiones hasta alcanzar el éxito. La ópera fue publicada en sus tres versiones, bajo la denominación Opus 72 de Beethoven.
Sus textos se hallan escritos en alemán, y se la considera relacionada con el singspiel. Las partes cantadas son particularmente difíciles de interpretar, ya que requieren habilidades muy especiales y gran entrenamiento vocal, en especial los roles protagónicos de Leonora y Florestán.
|                  | Primera Versión             | Segunda Versión                                                                         | Tercera Versión                                                                   |
| ---------------- | --------------------------- | --------------------------------------------------------------------------------------- | --------------------------------------------------------------------------------- |
| Título           | Leonore                     | Leonore, oder Der Triumph der ehelichen Liebe (Leonore, o el triunfo del amor conyugal) | Fidelio                                                                           |
| Género           | Ópera en tres actos         | Ópera en dos actos                                                                      | Ópera en dos actos, siendo esta la definitiva, tal y como la conocemos hoy en día |
| Año              | 1805                        | 1806                                                                                    | 1814                                                                              |
| Fecha de Estreno | 20 de noviembre de 1805     | 29 de marzo de 1806                                                                     | 23 de mayo de 1814                                                                |
| Lugar de estreno | Theater an der Wien (Viena) | Theater an der Wien (Viena)                                                             | Theater am Kärntnertor                                                            |
| Libretista       | Josef Sonnleithner          | Stephan von Breuning                                                                    | Georg Friedrich Treitske                                                          |

## Las oberturas
Resultó muy trabajoso para Beethoven producir una obertura apropiada para Fidelio, y finalmente la concretó a través de 4 versiones.
Su primera tentativa, para el estreno de 1805, se cree ha sido la obertura hoy conocida como Leonora n.º 2.
Luego corrigió esta versión para las representaciones de 1806, creando Leonora n.º 3.
Esta última es considerada por muchos oyentes como la mejor de las cuatro oberturas, pero, como un intensamente dramático y dinámico movimiento sinfónico, tuvo el defecto de abrumar las escenas iniciales de la ópera.
Beethoven, por consiguiente, decide reformarla una vez más para una representación planeada en 1807 en Praga; esta es la hoy día llamada Leonora n.º 1.
Finalmente, para la presentación de 1814, Beethoven comienza de nuevo, y con material musical fresco escribió la que hoy es conocida como la obertura de Fidelio o Leonora n.º 4. Como esta parece funcionar mejor que las anteriores al principio de la ópera, la intención final de Beethoven es generalmente respetada en la producciones contemporáneas.

### Leonora n.º3 (Op.72b)
Segunda obertura compuesta por Beethoven, en 1806, para esta ópera. "Una obertura, es cierto, pero de tal amplitud y espíritu sinfónico que le aseguran su autonomía [...]" FR Tranchefort.
Consta de una introducción, Adagio, rico en modulaciones y muy misterioso, seguido de un Allegro que tiene forma sonata bitemática. El material temático está extraído, como era de esperar, de la propia música de la ópera. Así, por ejemplo, Beethoven incluye una "llamada" de trompeta fuera del escenario, que se produce dos veces en la obertura, y que en la trama de la ópera corresponde a la llegada del ministro para liberar a Florestán. La Reexposición tiene la peculiaridad de que el primer tema viene presentado sutilmente por un solo de flauta y fagot (en la Exposición fueron violines primeros y cellos). La coda se inicia con un peligrosísimo pasaje para la orquesta por agregación, muy rápido y que de los primeros violines llega a toda la orquesta para terminar de manera grandiosa y victoriosa.
Efectivos orquestales: maderas a dos, cuatro trompas, dos trompetas, tres trombones, timbales y cuerda.
Duración de la ejecución: de doce a catorce minutos.
Gustav Mahler inició la costumbre muy extendida hasta la mitad del siglo XX de interpretarla entre las escenas uno y dos del segundo acto. Algunos directores mantienen esta práctica en la actualidad. En este lugar, actúa como una clase de refuerzo musical de la escena del rescate recién finalizada.

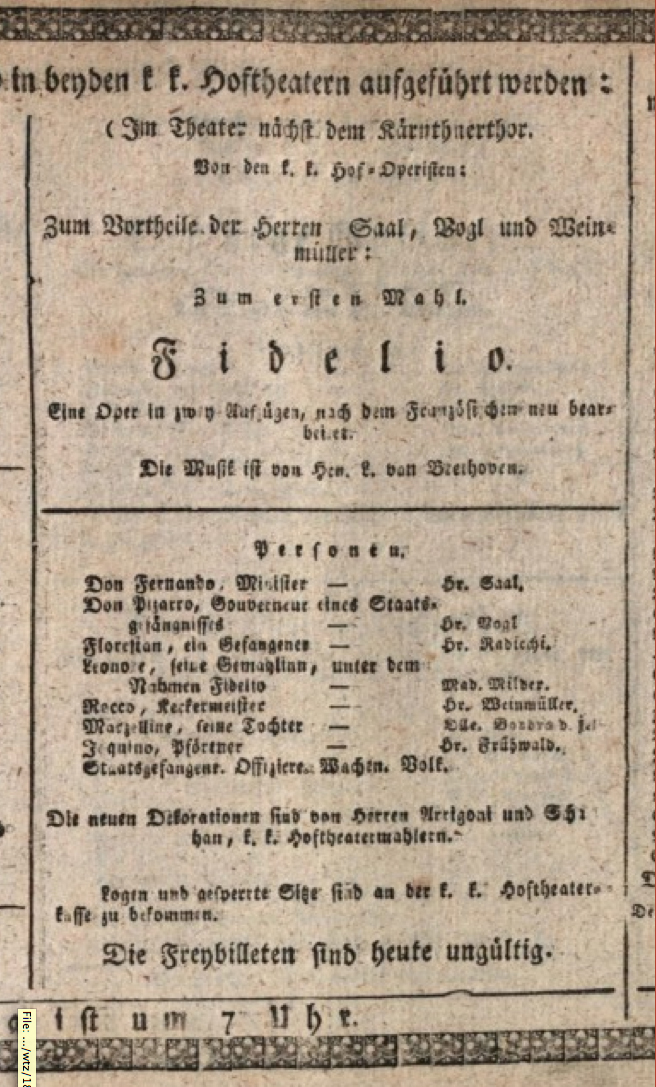
Fidelio, Playbill of the Worldpremiere, Vienna, Kärntnertortheater, May 23, 1814

## Personajes
| Personaje                                        | Tesitura      | Elenco del estreno, 20 de noviembre de 1805 (Director: Ignaz von Seyfried) | Elenco del estreno, versión final, 23 de mayo de 1814 (Director: Michael Umlauf) |
| ------------------------------------------------ | ------------- | -------------------------------------------------------------------------- | -------------------------------------------------------------------------------- |
| Leonore, su esposa (también el guardián Fidelio) | soprano       | Anna Milder                                                                | Anna Milder                                                                      |
| Florestan, un prisionero                         | tenor         | Friedrich Christian Demmer                                                 | Giulio Radichi                                                                   |
| Rocco, (guardián)                                | bajo          | Rothe                                                                      | Carl Friedrich Weinmüller                                                        |
| Marzelline, su hija                              | soprano       | Louise Müller                                                              | Theresa Bondra                                                                   |
| Jaquino, ayudante de Rocco                       | tenor         | Caché                                                                      | Früwald                                                                          |
| Don Pizarro, alcaide de la prisión               | bajo-barítono | Sebastian Mayer                                                            | Johann Michael Vogl                                                              |
| Don Fernando, ministro del rey                   | bajo          | Weinkopf                                                                   | Ignaz Saal                                                                       |
| Dos prisioneros                                  | tenor y bajo  | Desconocido                                                                | Desconocido                                                                      |
| Soldados, prisioneros, ciudadanos                |               |                                                                            |                                                                                  |

Nota: la segunda versión de la ópera se estrenó el 29 de marzo de 1806 con el mismo elenco que la primera vez, salvo que Joseph August Röckel fue Florestan. La única representación adicional de la segunda versión fue el 10 de abril de 1806.

## Argumento

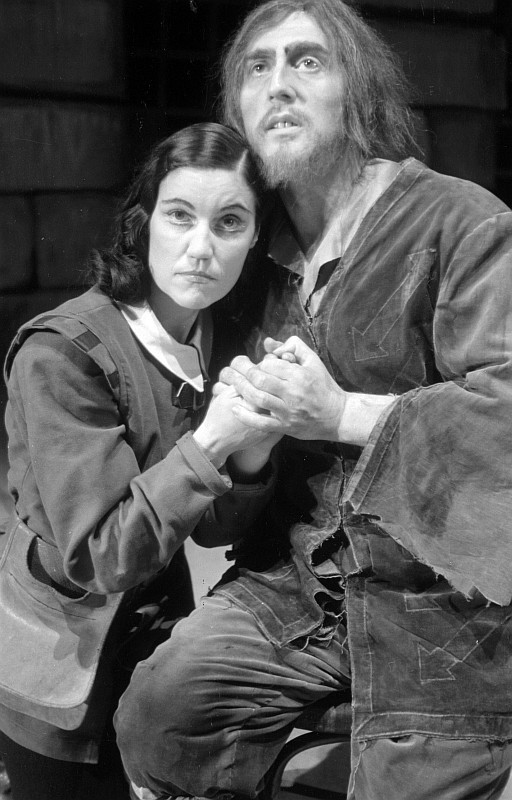
Karina Kitz como Leonora y Günther Treptow como Florestan

- Lugar en el que se desarrolla la obra: Prisión cerca de Sevilla(castillo de San Jorge,Triana)
- Época: Finales del siglo XVII

Dos años antes de la escena inicial, el noble Florestan ha intentado poner de manifiesto ciertos crímenes del noble Pizarro. En venganza, Pizarro ha aprisionado a Florestan en secreto en la prisión de la que es alcaide. El guardián de la prisión, Rocco, tiene una hija Marzelline y un ayudante, Jaquino.
La esposa de Florestan, Leonora, acude a la puerta de Rocco en busca de empleo, vestida como un muchacho y haciéndose llamar Fidelio. Rocco la contrata. Obedeciendo órdenes, Rocco ha estado dándole raciones de comida cada vez más pequeñas a Florestán de manera que lo va debilitando día a día. Marzelline se enamora de Fidelio, rompiendo así el compromiso matrimonial que antes había realizado a Jaquino.

### Acto I
Jaquino y Marcelina están a solas. Jaquino le pregunta a Marcelina cuándo accederá a casarse con él, pero ella le dice que nunca se casará con él, canta contenta porque está enamorada de Fidelio, que es Leonora disfrazada (Jetzt, Schätzchen, jetzt sind wir allein - "Ahora, querida, estamos solos"). Esta circunstancia remueve los celos de Jaquino, y se marcha. Marcelina expresa su deseo de convertirse en esposa de Fidelio (O wär ich schon mit dir vereint - "Si sólo yo estuviera ya unida a ti"). Rocco y Jaquino entran, buscando a Fidelio.
Entra Fidelio con unas cadenas compradas a buen precio, lo que confirma a Rocco que quiere a Fidelio como yerno, y malinterpreta su modesta contestación como muestra de su atracción oculta por su hija. Marcelina, Fidelio, Rocco y Jaquino cantan un cuarteto sobre el amor que Marcelina tiene por Fidelio (Mir ist so wunderbar - "Un maravilloso sentimiento me llena"), también conocido como el cuarteto del canon).
Rocco le dice a Fidelio que tan pronto como el alcaide se vaya a Sevilla, él y Marcelina podrán casarse. Les dice, sin embargo, que a menos que tengan dinero, no serán felices (Hat man nicht auch Gold beineben - "Si no tenéis el dinero de vuestra parte"). Fidelio le dice que quiere algo más, al menos tanto como el dinero: saber por qué Rocco no le permite ayudarlo en las mazmorras cuando siempre regresa agotado y sin aliento. Fidelio se entera de que hay calabozos profundos en donde a un prisionero cada día se le da menos alimentos. Fidelio quiere hacer todo lo posible por entrar en esos calabozos.
Marcelina ruega a su padre que mantenga a Fidelio lejos de tan terrible lugar. En lugar de ello Rocco y Fidelio cantan sobre la valentía (Gut, Söhnchen, gut - "De acuerdo, hijo, de acuerdo"), y pronto Marcelina se une a sus aclamaciones.
Se marchan todos salvo Rocco. Entra don Pizarro, al sonido de una marcha. Rocco le da a Pizarro un mensaje con una advertencia de que su prisión recibirá una visita sorpresa a modo de inspección ya que acusan a Pizarro de tirano. Pizarro exclama que no puede dejar que el ministro descubra al prisionero don Florestán, quien se cree que ha muerto. Decide matar de una vez por todas al prisionero Florestán (Ha, welch ein Augenblick! - "¡Ah! ¡Qué momento!"). Pizarro ordena que suene una trompeta cuando llegue el ministro. Ofrece dinero a Rocco para que mate a Florestán, pero se niega a hacerlo, con lo que Pizarro intentará hacerlo él mismo (Jetzt, Alter, jetzt hat es Eile! - "Ahora, viejo, ¡debemos apresurarnos!"). Pizarro ordena a Rocco que cave la tumba en los sótanos de la cárcel. Cuando la tumba esté preparada, Rocco deberá dar aviso para que Pizarro vaya disfrazado a las mazmorras, y mate a Florestán él mismo. Fidelio ha visto a Pizarro tramando algo, pero no ha oído lo que ha dicho. Queda agitado, pero sus pensamientos sobre Florestán (su esposo) la calman (Abscheulicher! Wo eilst du hin? ... Komm, Hoffnung, lass den letzten Stern - "¡Basura! ¿Dónde vas? ... Ven, esperanza, permite que la última estrella").
Jaquino le pide a Marcelina que se case con él, pero ella lo rechaza. Leonora (Fidelio), esperando encontrar a Florestán, le pide a Rocco que deje salir a los pobres prisioneros al jardín y disfrutar del buen tiempo. Marcelina se une al ruego, y Rocco está de acuerdo, en distraer a Pizarro mientras los prisioneros salen al patio. Los prisioneros, emocionados ante su libertad, cantan gozosamente (O welche Lust - "Oh, qué alegría"), uno de los pasajes corales más representativos de la época; luego, recordando que podían ser atrapados, pronto quedan quietos.
Rocco vuelve a entrar y le dice a Fidelio que ha tenido éxito con Pizarro: este permitirá el matrimonio, y Fidelio podrá unirse a Rocco en sus rondas por las mazmorras (Nun sprecht, wie ging's? - "Habla, ¿cómo fue?"). Se preparan para ir a la celda de un prisionero que, dice Rocco, debe morir y ser enterrado en una hora. Leonora (Fidelio) queda tan afectada que Rocco intenta persuadirla de que quede atrás, pero ella insiste en ir. Conforme se preparan para salir, Jaquino y Marcelina entran apresuradamente y le dicen a Rocco que eche a correr: Pizarro ha sabido que los prisioneros están libres y está furioso (Ach, Vater, Vater, eilt! - "¡Oh, padre, padre, date prisa!").
Antes de que puedan moverse, entra Pizarro y exige una explicación. Rocco finge que están celebrando el santo del rey, y sugiere tranquilamente que Pizarro guarde su enfado para el prisionero en las mazmorras inferiores. Pizarro le dice que se apresure y cave la tumba, luego anuncia que los prisioneros sean encerrados otra vez. Rocco, Fidelio, Jacquino y Marcelina con renuencia cumplen la orden, los prisioneros vuelven tristemente a las celdas (Leb wohl, du warmes Sonnenlicht - "Adiós, cálida luz del sol").

### Acto II

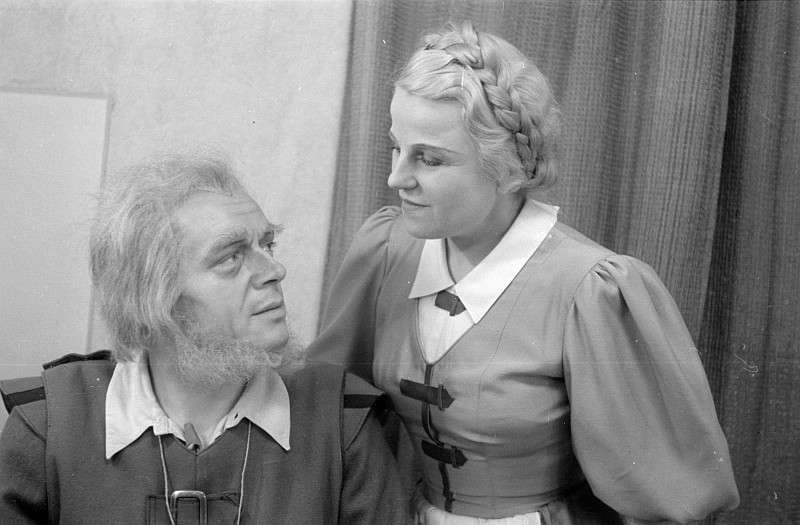
Rocco (Wilhelm Schirp) y Marzelline (Irma Beilke); septiembre de 1945, Deutsche Oper Berlin

Rocco y Fidelio bajan a las mazmorras a cavar la tumba. Florestán está a solas en su celda, en lo más profundo de las mazmorras. Canta primero su confianza en Dios, luego cree ver a su mujer en forma de ángel que viene a salvarlo (Gott! Welch Dunkel hier! - "¡Dios! ¡Qué oscuro aquí!... In des Lebens Frühlingstagen - "En los días primaverales de mi vida"). Se desvanece por la debilidad. Rocco y Fidelio van a cavar su tumba y lo encuentran dormido. Conforme cavan Rocco urge a Fidelio para que se apresure (Wie kalt ist es in diesem unterirdischen Gewölbe! - "Qué frío hace en esta cámara subterránea"... Nur hurtig fort, nur frisch gegraben - "Sigamos trabajando y acabemos la tumba"). Este es el "dúo del cavar de la tumba".
Florestán se despierta y Leonora lo reconoce. Cuando Florestán descubre al final que está en la prisión de Pizarro, le pide que envíe un mensaje a su esposa Leonora, pero Rocco dice que es imposible. Florestán le ruega una gota para beber, y Rocco le dice a Fidelio que se la dé. Florestán no reconoce a Leonora pero le dice que será recompensado en el Cielo (Euch werde Lohn in bessern Welten - "Serás recompensada en mundos mejores"). Fidelio ruega a Rocco que le permita darle a Florestán un mendrugo de pan, y él accede. Florestán come.
Rocco obedece sus órdenes y suena la alarma para avisar a Pizarro, entra y pregunta si todo está preparado. Rocco dice que sí lo está y le dice a Fidelio que se vaya, pero en lugar de esto se esconde. Pizarro revela su identidad a Florestán, quien lo acusa de asesinato (Er sterbe! Doch er soll erst wissen - "¡Déjale morir! Pero primero debe saber"). Pizarro blande una daga con la intención de matar al prisionero, pero Fidelio se interpone entre él y Florestán y muestra su verdadera identidad. Pizarro alza su daga para matarla pero ella le obliga a desistir a punta de pistola.
Justo entonces las trompetas suenan anunciando la llegada del ministro. Jacquino entra, seguido por soldados, para anunciar que el ministro espera a la puerta. Rocco les dice a los soldados que escolten al alcaide Pizarro arriba. Florestán y Leonora se abrazan cantando su victoria al tiempo que Pizarro declara que se vengará y Rocco expresa su temor por lo que se avecina (Es schlägt der Rache Stunde - "Suenan las campanas de venganza"). La pareja sale al patio en mitad de los prisioneros, cantan un dúo de amor (O namenlose Freude! - "¡Oh, alegría innominada!").
Aquí se interpreta, a veces, la obertura "Leonora n.º 3".
Los prisioneros y los ciudadanos cantan al día y la hora de justicia que ya ha llegado (Heil sei dem Tag! - "¡Saludad al día!"). Don Fernando, el ministro, anuncia que la tiranía ha acabado. Entra Rocco, con Leonora y Florestán, y le pide a Don Fernando que los ayude (Wohlan, so helfet! Helft den Armen! - "¡Así que ayuda! ¡Ayuda a los pobres!"). Rocco explica cómo Leonora se disfrazó de Fidelio para salvar a su marido. Marcelina queda sorprendida. Rocco describe la trama de asesinato de Pizarro, y Pizarro es llevado a la prisión. Florestán es liberado de sus cadenas por Leonora, y la multitud canta alabanzas a Leonora, la leal salvadora de su marido (Wer ein holdes Weib errungen - "Quien tiene una buena esposa").

## Orquesta
Se halla compuesta por:
- 1 flautín,
- 2 flautas,
- 2 oboes,
- 2 clarinetes,
- 2 fagots,
- 1 contrafagot,
- 4 Trompas,
- 2 trompetas,
- 2 trombones,
- timbales,
- cuerdas.
- 1 trompeta fuera de escena.

## Recepción
Fidelio fue la primera ópera en ser completamente interpretada y emitida por la red de la Radiodifusión (National Broadcasting Company, NBC ), en diciembre de 1944, por Arturo Toscanini y la Orquesta Sinfónica de la NBC, presentando a solistas de la Metropolitan Opera. Dividida en dos retransmisiones consecutivas, las interpretaciones fueron posteriormente lanzadas por RCA Victor en elepé y cedé. Toscanini dejó claro que Beethoven creía en la libertad y se oponía a tiranos como Napoleón Bonaparte y que probablemente se habría opuesto también a Adolf Hitler y Benito Mussolini.
El director Wilhelm Furtwängler señaló en Salzburgo en 1948, no mucho después del final de la Segunda Guerra Mundial y la caída del nazismo:
"El amor conyugal de Leonora aparece, al individuo moderno armado con realismo y psicología, irremediablemente abstracto y teórico... Ahora que los acontecimientos políticos en Alemania han restaurado a los conceptos de dignidad humana y libertad su significado original, esta es la ópera que, gracias a la música de Beethoven, nos reconforta y da valor... Verdaderamente, Fidelio no es una ópera en el sentido en que estábamos habituados, ni Beethoven es un músico para el teatro, o un dramaturgo. Es un poco más, un músico completo, y más allá de eso, un santo y un visionario. Lo que nos perturba no es el efecto material, ni el hecho del "aprisionamiento"; cualquier película puede crear el mismo efecto. No, es la música, es el propio Beethoven. Es esta "nostalgia de libertad" que siente, o mejor dicho, nos hace sentir; esto es lo que nos conmueve hasta las lágrimas. Su Fidelio tiene más de Misa que de Ópera; los sentimientos que expresa proceden de la esfera de lo sagrado, y predican una "religión de humanidad" que nunca encontramos tan bella o necesaria como hoy, después de todo lo que hemos vivido. Aquí radica la fuerza singular de esta ópera única... Independiente de cualquier consideración histórica... el llameante mensaje de Fidelio nos afecta hondamente.
Nos percatamos de que para nosotros los europeos, como para el resto de los hombres, esta música siempre representará una llamada a nuestra conciencia."

## Grabaciones
A continuación, una selección de la discografía de la ópera Fidelio, citando las grabaciones mencionadas en La discoteca ideal de la ópera, La discoteca ideal de música clásica y The New Penguin Guide to Compact Discs and Cassettes.
| Año  | Elenco (Fidelio/Leonore, Florestan, Pizarro, Rocco, Marzelline)                            | Director, Teatro de ópea y orquesta | Sello discográfico                                          |
| ---- | ------------------------------------------------------------------------------------------ | --- | ----------------------------------------------------------- |
| 1950 | Kirsten Flagstad, Julius Patzak, Paul Schöffler, Josef Greindl, Elisabeth Schwarzkopf      | Wilhelm Furtwängler, Filarmónica de Viena y coro de la Ópera Estatal de Viena (Grabción en vivo en el Großes Festspielhaus, Salzburgo, 5 de agosto de 1950 | Audio CD: Regis Records Ltd Cat. N.º RRC2048                |
| 1953 | Martha Mödl, Wolfgang Windgassen, Otto Edelmann, Gottlob Frick, Sena Jurinac               | Wilhelm Furtwängler, Coro Ópera de Viena y Filarmónica de Viena                                                                                            | Audio CD: EMI Cat. N.º 64496                                |
| 1957 | Leonie Rysanek, Ernst Haefliger, Dietrich Fischer-Dieskau, Gottlob Frick, Irmgard Seefried | Ferenc Fricsay, Orquesta y coro de la Ópera de Baviera | Audio CD: Deutsche Grammophon Cat. N.º DG 453106-2          |
| 1962 | Christa Ludwig, Jon Vickers, Walter Berry, Gottlob Frick, Ingeborg Hallstein               | Otto Klemperer, Orquesta y coro Filarmonía de Londres | Audio CD: EMI Cat. N.º 67361                                |
| 1970 | Helga Dernesch, Jon Vickers, Zoltan Kelemen, José van Dam, Helen Donath                    | Herbert von Karajan, Filarmónica de Berlín, Coro de la Deutsche Oper                                                                                       | Audio CD: EMI Cat. N.º CMS 7 69290-2                        |
| 1978 | Gundula Janowitz, René Kollo, Hans Sotin, Dietrich Fischer-Dieskau, Lucia Popp             | Leonard Bernstein, Filarmónica de Viena, Coro de la Ópera de Viena                                                                                         | Audio CD: Deutsche Grammophon Cat. N.º 526702               |
| 1979 | Hildegard Behrens, Peter Hofmann, Theo Adam, Hans Sotin, Sonia Ghazarian                   | Georg Solti, Coro y Orquesta Sinfónica de Chicago | Decca Cat. N.º 410 227                                      |
| 1989 | Jessye Norman, Reiner Goldberg, Kurt Moll, Pamela Coburn, Ekkehard Wlaschiha               | Bernard Haitink, Staatskapelle Dresde, Coro de la Ópera de Dresde                                                                                          | Audio CD: Philips Cat. N.º 426308                           |
| 1982 | Jeannine Altmeyer, Siegfried Jerusalem, Siegmund Nimsgern, Peter Meven Carola Nossek       | Kurt Masur. Coro y Orquesta de la Gewandhaus de Leipzig | Audio CD: Eurodisc Cat. N.º GK 69030 / Eurodisc 610 093 (3) |